# Лабрадор (море)
Море Лабрадо́р (англ. Labrador Sea, фр. mer du Labrador) — море, частина Атлантичного океану між півостровом Лабрадор, островом Ньюфаундленд та Гренландією. Площа 840 тис. км²; найбільша глибина 4316 м; поклади природного газу; рибальство. Оточено континентальним шельфом із південного заходу, північного заходу, північного сходу. З'єднано на півночі з морем Баффіна через Дейвісову протоку. Є окраїнним морем Атлантичного океану.
У період між 500 р. до н. е. і 1300 р. н. е. вздовж південного узбережжя моря розташовувались поселення палеоескімосів Дорсетської культури, беотуків і інуїтів; Дорсетська культура пізніше була замінена культурою туле.
Назва моря пов'язано з ім'ям португальського мореплавця Жоау Фернандеша Леврадура, який в 1498 році першим з європейців (не рахуючи скандинавських мешканців Гренландії) відвідав ці води.

## Геологія
Море утворилося через поділ Північноамериканської і Гренландської плит, що почалася близько 60 мільйонів років тому (палеоцен) і сформувалося близько 40 мільйонів років тому. Осадовий басейн, який нині похований під континентальним шельфом, утворився в крейдовому періоді.

## Географія і батиметрія

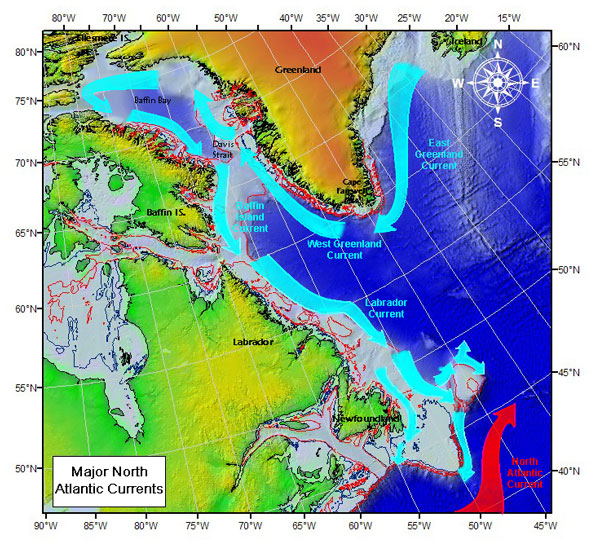
Головні течії Північної Атлантики

Найглибша точка моря близько 3400 м, ширина — 1000 км на межі з Атлантичним океаном. Стає мілководнішим (менш ніж 700 м) ближче до затоки Баффіна і має 300 км завширшки на межі з Дейвісовою протокою. Один із найбільших у світі турбідітових каналів проходить з півночі на південь посередині моря — Північно-Західний Атлантичний Серединно-Океанічний канал (англ. Northwest Atlantic Mid-Ocean Channel (NAMOC)) (має параметри: близько 100—200 м завглибшки, 2—5 км завширшки і 3800 км завдовжки), що прямує на тисячі кілометрів уздовж морського дна від центру Гудзонової протоки в бік Атлантичного океану і є одним із найдовших у світі дренажних систем плейстоцену, щось на кшталт підводного русла річки з численними притоками, і підтримує високу щільність і  каламутність струмів порогами.
Море Лабрадор є значним джерелом північноатлантичних глибинних вод (англ. North Atlantic Deep Water (NADW)) — холодної маси води, яка тече на великій глибині уздовж західного краю Північної Атлантики, поширюючись і формуючи велику ідентифіковану масу води у Світовому океані. NADW складається з трьох частин різного походження та солоності, і верхній шар, Лабрадорська морська вода (англ. Labrador Sea Water (LSW)), формується в морі Лабрадор. Цей шар залягає на середній глибині і має відносно низьку солоність (34,84—34,89 проміле), знижену температуру (3,3—3,4 °C) і високий вміст кисню порівняно з шарами вище і нижче нього, LSW також має відносно низьку завихореність, тобто схильність до утворення вихорів, ніж будь-яка інша вода в Північній Атлантиці, що підкреслює її високу однорідність. Має потенціальну щільність 27,76—27,78 мг/см³ щодо поверхневих шарів, тобто вона щільніша і, таким чином, занурюється під поверхнею, залишається однорідною і не залежить від коливань поверхні.
Температура води коливається між –1 °C взимку і +5...+6 °C влітку. Солоність відносно низька, в 31—34,9 проміле. Дві третини моря покрита льодом ц зимовий період. Припливи півдобові (тобто відбувається два рази на день), сягають 4 м.
У море спостерігається циркуляція води проти годинникової стрілки. Вона утворюється Східногренландською течією і утвореною від неї Західногренландською течією, яка приносить теплі, солоніші води на північ, уздовж узбереж Гренландії до Баффінової затоки і далі Течією Баффінової Землі і Лабрадорською течією транспортує холоднішу і менш солону воду на південь вздовж узбережжя Канади. Ці течії переносять численні айсберги, а отже, перешкоджають навігації й розвідці газових родовищ під морським дном. Швидкість Лабрадорської течії зазвичай становить 0,3—0,5 м/с, але може досягати 1 м/с у деяких областях, а течія Баффінової Землі дещо повільніше — близько 0,2 м/с. Середня температура Лабрадорської течії — 0 °C і солоність між 30 і 34 проміле.

## Межі
Міжнародна гідрографічна організація визначає межі моря Лабрадор так:
- На півночі: південна межа протоки Дейвіса [60 °N між Гренландією і Лабрадор].
- На сході: лінія від мису Святого Франциска 47°45′ пн. ш. 52°27′ зх. д. / 47.750° пн. ш. 52.450° зх. д. (Ньюфаундленд) до мису Фарвель (Гренландія) (59°46′23″ пн. ш. 43°55′21″ зх. д. / 59.77306° пн. ш. 43.92250° зх. д.)
- На заході: східне узбережжя Лабрадору і Ньюфаундленду і межа на північний схід від затоки Святого Лаврентія — лінія, що проходить від мису Баулд(інші мови) (Північна точка Ньюфаундленду 51°40′ пн. ш. 55°25′ зх. д. / 51.667° пн. ш. 55.417° зх. д. до крайнього сходу острову Белл (Belle Isle) і далі до точки (52°02′ пн. ш. 55°15′ зх. д. / 52.033° пн. ш. 55.250° зх. д.) Звідси лінія, прямує до крайнього сходу мису Сент-Чарльз (52° 13' пн. ш.) на Лабрадорі.

## Клімат
Кліматичні умови моря Лабрадор через його фізико-географічне положення й режим морських течій досить складні. Акваторія моря на півночі лежить в субарктичному кліматичному поясі, а на півдні — в помірному. На півдні панують помірні повітряні маси. Переважає західний перенос. Значні сезонні коливання температури повітря. Зволоження надмірне. Цілий рік переважає циклонічна діяльність, погода мінлива, часті шторми. Відносно тепла волога зима з нестійкою погодою, прохолодне літо. Поблизу узбережжя півострова Лабрадор, південно-західна акваторія моря, через вплив континенту зима холодна, а влітку перезволоження, постійні тумани. Над північчю акваторії моря влітку теж переважають помірні повітряні маси, але взимку — полярні. Чітко відстежується сезонна зміна переважаючих вітрів. Досить великі річні амплітуди температури повітря. Цілий рік зустрічається багато морської криги, айсбергів. Літо прохолодне й сире з частими туманами; зима волога й вітряна.

## Біологія
Акваторія моря поділяється на 3 морських екорегіони: Західногренландський шельф, Північний Лабрадор, Південний Лабрадор і прилеглі морські банки арктичної зоогеографічної провінції. У зоогеографічному відношенні донна фауна континентального шельфу й острівних мілин до глибини 200 м належить до перехідної зони між арктичною циркумполярною областю арктичної зони і атлантичною областю бореальної зони.

### Фауна

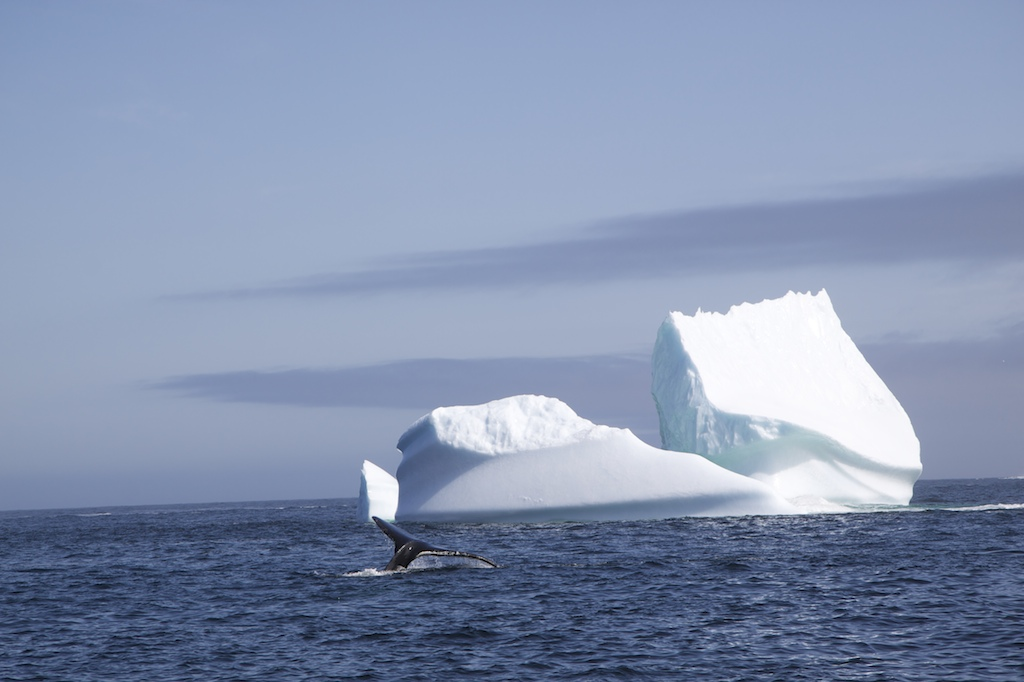
Дельфін і айсберг у Лабрадорському морі

Північна і західна частини Лабрадорського моря скуті льодом у період з грудня по червень. Дрейфуючий лід служить оселищем ластоногим ранньою весною. Море також є місцем харчування атлантичного лосося і декількох видів морських ссавців. Промисел креветок почався в 1978 році і посилився до 2000 року, як і вилов тріски. Однак вилов тріски швидко виснажив популяцію риб біля берегів Лабрадору і Західної Гренландії в 1990-х роках і тому був зупинений у 1992 році. Діючі промисли включають пікшу, атлантичного оселедця, лобстерів, кілька видів камбал і пелагічних риб, таких як піщанка і мойва. Вони найбільш поширені в південних частинах моря.
Білухи, хоча і численні на півночі, у Баффіновій затоці, де їх чисельність сягає 20 000, у Лабрадорському море зустрічаються рідко, особливо з 1950-х років. У море мешкає один з двох основних видів смугача сейвала, на шельфі Нової Шотландії — інший вид. Також поширені малі смугачі і пляшконоси.
Лабрадорська качка (Camptorhynchus labradorius) була звичайним птахом на канадському узбережжі, але вона вимерла наприкінці XIX століття.. Інші прибережні тварини: лабрадорський вовк (Canis lupus labradorius), карибу, лось, ведмідь барибал, лисиця звичайна, песець, росомаха, Lepus americanus, тетерук, скопа, крук та інші.

## Флора

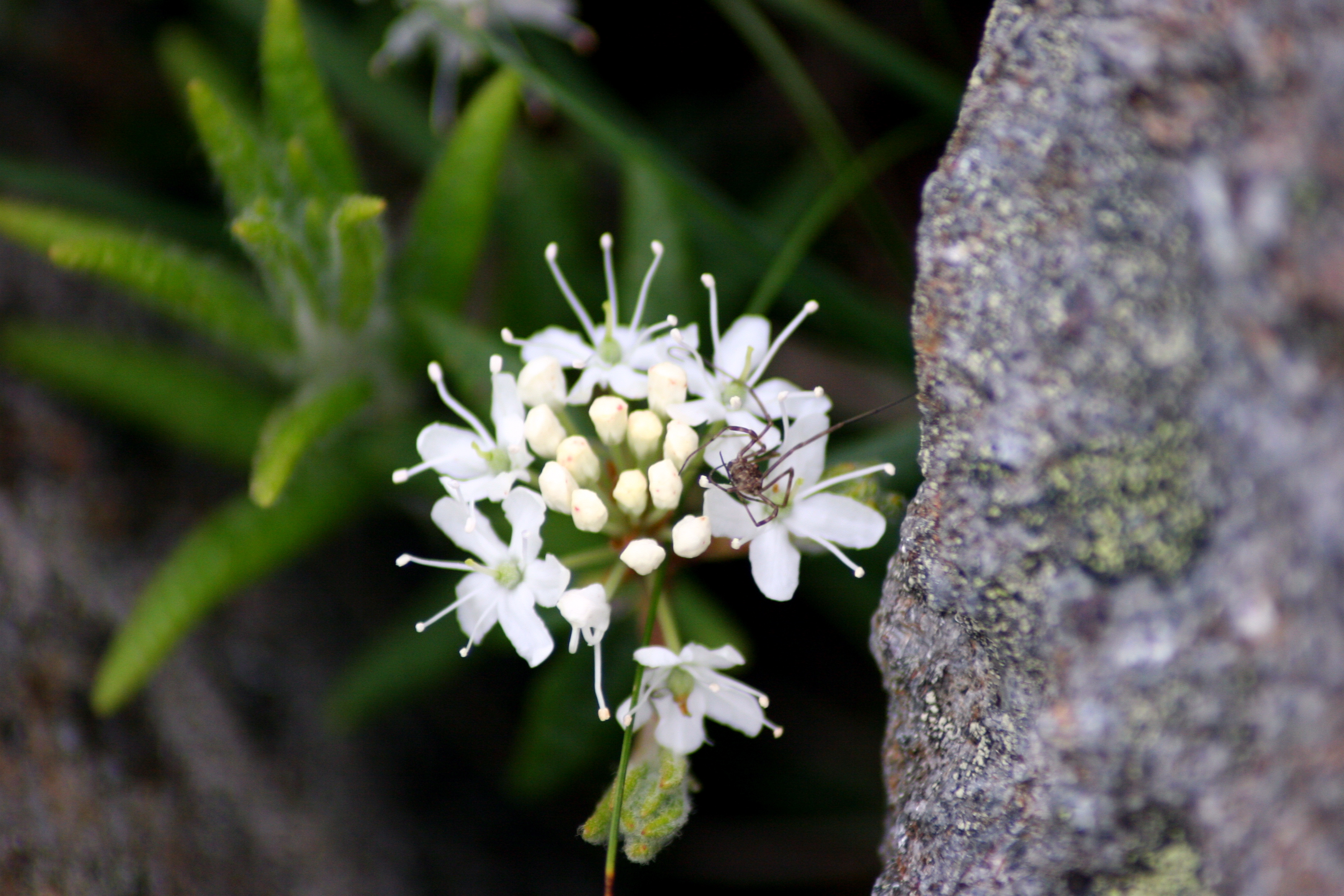
Квітка лабрадорського чаю

Берегова рослинність включає Picea mariana, модрину американську, ялину канадську, березу карликову, тополю, вербу, пухівку, осоку, вересові, лишайники та мохи. Вічнозелені кущі лабрадорського чаю (Rhododendron tomentosum, Rhododendron groenlandicum, Rhododendron columbianum), який використовується для приготування трав'яних чаїв, поширені в цьому регіоні, як на берегах Гренландії, так і на канадському узбережжі.

## Порти
- Готгоб (Гренландія)
- Сент-Джонс (острів Ньюфаундленд).